# AC Siena
Az AC Siena, teljes nevén Associazione Calcio Siena egy sienai székhelyű olasz labdarúgócsapat. Jelenleg az első osztályban szerepelnek, ahol a legutóbbi szezonban a 13. helyet szerezték meg. Stadionja a Artemio Franchi Stadion - Monte Paschi Arena, melyben valamivel több mint 15 ezer néző foglalhat helyet.

## Jelenlegi keret
2011. november 5. szerint
| #  |           | Poszt | Név                                             |
| -- | --------- | ----- | ----------------------------------------------- |
| 1  | szerb     | K     | Željko Brkić (kölcsönben az Udinesétől)         |
| 2  | olasz     | V     | Roberto Vitiello                                |
| 3  | olasz     | V     | Cristiano Del Grosso                            |
| 5  | Románia   | KP    | Paul Codrea                                     |
| 6  | brazil    | V     | Ângelo                                          |
| 7  | olasz     | KP    | Gennaro Troianellio                             |
| 8  | ITA       | KP    | Simone Vergassola (Csapatkapitány)              |
| 9  | Argentína | CS    | Marcelo Larrondo                                |
| 10 | olasz     | KP    | Gaetano D'Agostino                              |
| 11 | ITA       | CS    | Emanuele Calaiò                                 |
| 11 | ITA       | K     | Simone Farelli                                  |
| 13 | ITA       | V     | Luca Rossettini                                 |
| 14 | ITA       | KP    | Alessandro Gazzi                                |
| 15 | olasz     | V     | Nicola Belmonte                                 |
| 17 | ITA       | KP    | Paolo Grossi                                    |
| 18 | argentin  | CS    | Pablo Andrés González (kölcsönben a Palermótól) |

| #  |          | Poszt | Név                                         |
| -- | -------- | ----- | ------------------------------------------- |
| 19 | ITA      | V     | Claudio Terzi                               |
| 20 | argentin | CS    | Joel Acosta (Kölcsönben a Bocsa Juniorstól) |
| 21 | ITA      | V     | Andrea Rossi                                |
| 22 | olasz    | CS    | Mattia Destro (Kölcsönben a Genoától)       |
| 23 | ITA      | CS    | Franco Brienza                              |
| 25 | ITA      | K     | Gianluca Pegolo                             |
| 26 | ITA      | V     | Emanuele Pesoli                             |
| 27 | szerb    | V     | Milan Milanović (kölcsönben a Palermótól)   |
| 33 | ITA      | V     | Gabriele Angella (kölcsönben az Udinesétől) |
| 36 | ITA      | KP    | Francesco Bolzoni                           |
| 70 | ITA      | KP    | Daniele Mannini                             |
| 77 | ITA      | KP    | Alessio Sestu                               |
| 80 | ITA      | V     | Matteo Contini (kölcsönben a Zaragozától)   |
| 83 | brazil   | KP    | Raginaldo                                   |

## Visszavonultatott mezszámok
- 4  Michele Mignani, hátvéd (1996–1997, 1998–2006)

## Ismertebb játékosok
| - Riza Lushta - Erjon Bogdani - Leandro Damián Cufré - Leandro Grimi - Alex Manninger - Fernando Menegazzo - Pinga - Rodrigo Taddei - Roque Júnior - Igor Tudor - Roman Eremenko |  | - Vincent Candela - Valerio Bertotto - Enrico Chiesa - Paolo De Ceglie - Nicola Legrottaglie - Tomas Locatelli - Massimo Marazzina - Paolo Negro - Matteo Paro - Fabio Pecchia - Nicola Ventola | - Tore André Flo - Alin Stoica - Davide Chiumiento - Gianni Guigou |

## Külső hivatkozások
- (olaszul) Hivatalos weboldal
- (angolul) Statisztika